# Nesselberg (Mangfallgebirge)
Der Nesselberg ist ein 1368 m ü. NHN hoher Berg im Mangfallgebirge.

## Topographie
Das Trainsjoch sendet einen Grat nach Westen mit dem Nesselberg und dem Rabenstein, bevor der Grat ins Ursprungtal abfällt.
Über den Gipfel verläuft die Grenze zwischen Bayern und Tirol, dort befinden sich auch historische Grenzsteine.
Der höchste Punkt ist Teil eines Anstieges zum Trainsjoch.